# Masters 1974
La 5 edición de la Tennis Masters Cup se realizó del 10 de diciembre al 15 de diciembre del 1974 en Melbourne, Australia.

## Individuales

### Clasificados
- John Newcombe
- Ilie Năstase
- Manuel Orantes
- Onny Parun
- Harold Solomon
- Björn Borg
- Raúl Ramírez
- Guillermo Vilas

### Grupo azul
| Resultados Round Robin-Win | Result-Res | -Winner-Winner-Winner-Win | -Score-Score-Score-Score |
| -------------------------- | ---------- | ------------------------- | ------------------------ |
| Guillermo Vilas (ARG)      | derrota a  | John Newcombe (AUS)       | 6–4, 7–6                 |
| Guillermo Vilas (ARG)      | derrota a  | Onny Parun (NZL)          | 7–5, 3–6, 11–9           |
| Guillermo Vilas (ARG)      | derrota a  | Björn Borg (SWE)          | 7–5, 6–1                 |
| John Newcombe (AUS)        | derrota a  | Onny Parun (NZL)          | 6–4, 6–4                 |
| John Newcombe (AUS)        | derrota a  | Björn Borg (SWE)          | 7–6, 7–6                 |
| Björn Borg (SWE)           | derrota a  | Onny Parun (NZL)          | 3–6, 6–3, 10–8           |

### Grupo blanco
| Resultados Round Robin-Win | Result-Res | -Winner-Winner-Winner-Win | -Score-Score-Score-Score |
| -------------------------- | ---------- | ------------------------- | ------------------------ |
| Ilie Năstase (RUM)         | derrota a  | Raúl Ramírez (MEX)        | 6–4, 2–6, 6–3            |
| Ilie Năstase (RUM)         | derrota a  | Manuel Orantes (ESP)      | 6–4, 6–2                 |
| Ilie Năstase (RUM)         | derrota a  | Harold Solomon (USA)      | 6–3, 6–4                 |
| Raúl Ramírez (MEX)         | derrota a  | Manuel Orantes (ESP)      | 6–3, 6–1                 |
| Raúl Ramírez (MEX)         | derrota a  | Harold Solomon (USA)      | 6–1, 6–1                 |
| Manuel Orantes (ESP)       | derrota a  | Harold Solomon (USA)      | 6–1, 6–1                 |

| Resultados Etapa Final-Win | -Winner-Winner-Winner-Win | Result-Res | -Winner-Winner-Winner-Win | -Score-Score-Score-Score |
| -------------------------- | ------------------------- | ---------- | ------------------------- | ------------------------ |
| Semifinal                  | Ilie Năstase (RUM)        | derrota a  | John Newcombe (AUS)       | 6-3 7-6 6-2              |
| Semifinal                  | Guillermo Vilas (ARG)     | derrota a  | Raúl Ramírez (MEX)        | 4-6 6-3 6-2 7-5          |
| Final                      | Guillermo Vilas (ARG)     | derrota a  | Ilie Năstase (RUM)        | 7-6 6-2 3-6 3-6 6-4      |

| Predecesor: 1973 | ATP World Tour Finals 1974 | Sucesor: 1975 |

- Datos: Q1758598